# Careers (film)
Pour l’article homonyme, voir Careers.
Pour plus de détails, voir Fiche technique et Distribution.
Careers est un film américain réalisé par John Francis Dillon et sorti en 1929. Son scénario est inspiré d'une pièce de théâtre allemande.

## Synopsis
Dans la colonie française de Cochinchine, le jeune magistrat français Victor Gromaire et son épouse Hélène sont pratiquement prisonniers parce que le président de la colonie  est attiré par son épouse. Le président bloque la carrière de Victor, jusqu'à ce que sa femme accède à ses demandes. Victor, irrité par ce traitement après quatre années de dur labeur, se rend secrètement auprès du gouverneur de la colonie pour porter plainte.

## Fiche technique
- Réalisation : John Francis Dillon
- Scénario : Forrest Halsey (adaptation & dialogue) d'après la pièce allemande de 1924 Karriere[1] d'Alfred Schirokauer et Paul Rosenhayn
- Intertitres : Paul Perez
- Producteur : Ned Marin
- Photographie : John F. Seitz
- Montage : John Rawlins
- Procédé sonore : Vitaphone[2]
- Genre : Mélodrame[2]
- Producteur : First National Pictures
- Durée : 92 minutes (10 bobines)[3]
- Date de sortie : 
  - États-Unis : 2 juin 1929

## Distribution
- Billie Dove : Hélène Gromaire
- Antonio Moreno : Victor Gromaire
- Thelma Todd : Hortense
- Noah Beery : le Président
- Holmes Herbert : Carouge
- Carmel Myers : la femme
- Robert Frazer : Lavergne Solin
- Kamiyama Sojin : Biwa Player